# Коновал, Владимир Иванович
Владимир Иванович Коновал (30 июня 1940 — 23 февраля 2014) — строитель, Герой Социалистического Труда (1984).

## Биография
Владимир Коновал родился 30 июня 1940 года в селе Марковцы (ныне — Бобровицкий район Черниговской области Украины). В 1958 году он окончил Киевское художественно-ремесленное училище № 16, после чего работал в тресте «Киевгорстрой». Участвовал в восстановлении Ташкента после разрушительного землетрясения 1966 года.
С марта 1975 года Коновал в качестве бригадира плотников-бетонщиков строительно-монтажного управления «Укрстрой» уехал на строительство Байкало-Амурской магистрали.
Указом Президиума Верховного Совета СССР от 25 октября 1984 года за «выдающиеся производственные успехи, достигнутые при сооружении Байкало-Амурской железнодорожной магистрали, обеспечение досрочной укладки пути на всем её протяжении и проявленный при этом трудовой героизм» Владимир Коновал был удостоен высокого звания Героя Социалистического Труда с вручением ордена Ленина и медали «Серп и Молот».
Вернувшись на Украину, Коновал продолжил работу в строительной сфере. В 1995 году он вышел на пенсию, а в 1997 году — уехал в город Старый Оскол Белгородской области. Скончался 23 февраля 2014 года.
Заслуженный строитель Украинской ССР. Также был награждён орденами Дружбы народов и «Знак Почёта», рядом медалей.